# ألعاب بارالمبية

الألعاب البارالمبية

الألعاب البارالمبية، والمعروفة أيضًا باسم ألعاب البارالمبياد، هي سلسلة دورية من الفعاليات الرياضية الدولية المتعددة التي يشارك فيها رياضيون بدرجات إعاقة متفاوتة، حيث تقام ألعاب بارالمبية شتوية وأخرى صيفية، ومنذ دورة الألعاب البارالمبية الصيفية لعام 1988م التي أقيمت في مدينة سيول بكوريا الجنوبية، أصبحت تقام مباشرة بعد كل دورة ألعاب أولمبية. وتخضع جميع الألعاب لإدارة وتحكيم اللجنة البارالمبية الدولية (IPC).
بدأت الألعاب البارالمبية كتجمع صغير لقدامى المحاربين البريطانيين في الحرب العالمية الثانية في عام 1948. وفي عام 1960 شهدت أول دورة ألعاب بارالمبية والتي أقيمت في روما مشاركة 400 رياضي من 23 دولة، كما اقترح الطبيب أنطونيو ماغليو. وحاليًا أصبحت الألعاب البارالمبية واحدة من أكبر الأحداث الرياضية الدولية: فعلى سبيل المثال ضمت الألعاب البارالمبية الصيفية 2020 4520 رياضيًا من 163 لجنة بارالمبية وطنية. ويسعى الرياضيون البارالمبيون إلى التساوي بالرياضيين الأولمبيين غير المعاقين، لكن يقف أمام ذلك وجود فجوة تمويلية كبيرة بين تمويل رياضيي الأولمبياد والبارالمبياد.
تُنظم الألعاب البارالمبية بطريقة مشابهة وبالتوازي مع مع الألعاب الأولمبية المعترف بها بواسطة اللجنة الأولمبية الدولية، وتشمل الألعاب الأولمبية الخاصة الرياضيين ذوي الإعاقات الذهنية (رغم أن ذوي الإعاقات الذهنية يشاركون أيضًا في الألعاب البارالمبية منذ عام 1992)، بينما تُعقد الألعاب الأولمبية للصم منذ عام 1924 حصريًا للرياضيين الصم.
ومع وجود هذه المجموعة الواسعة من الإعاقات، تتعدد الفئات التي يتنافس فيها الرياضيون، حيث تُقسم الإعاقات المسموح بها إلى عشرة أنواع من العجز: ضمور القوى العضلية، مشاكل في الحركة، عجز في الأطراف، اختلاف في طول الرجلين، التقزم، التوتر العضلي، الرنح، التصلب، ضعف البصر، والإعاقة الذهنية. هذه الفئات تُقسم أيضًا إلى عدة فئات فرعية.

## التاريخ

### البدايات
في السابق تنافس الرياضيون ذوي الاحتياجات الخاصة في الألعاب الأولمبية قبل ظهور الألعاب البارالمبية. فكان أول رياضي فعل ذلك هو الأمريكي جورج إيسر والذي استطاع أن يحرز ست ميداليات منها ثلاث ذهبيات في يوم واحد رغم استخدامه ساق اصطناعية خشبية في الرجل اليسرى في الأومبياد الصيفية عام 1904. كما تنافس أوليفر هالاسي ، لاعب كرة الماء المجري المبتور، في ثلاث دورات أولمبية متتالية، بدءًا من عام 1928. وشارك المجري كارولي تاكاكس في منافسات الرماية في دورتي 1948 و1952 للألعاب الأولمبية الصيفية واستطاع إحراز ذهبيتين باستخدام ذراعه الأيسر في رغم أن ذراعه الأيمن مبتورًا.
رياضي آخر هي الدنماركية ليز هارتيل والتي أحرزت فضيتين في ترويض الخيول في أولمبياد 1952 و1956 رغم إصابتها بانقباضات شلل الأطفال في عام 1943. وقد كان أول حدث رياضي للرياضيين ذوي الاحتياجات الخاصة متزامن مع الألعاب الأوليمبية في يوم افتتاح الألعاب الأولمبية الصيفية لعام 1948 في لندن. د. لودويج جوتمان الألماني المنشأ، نظم مسابقات رياضية للمحاربين الحرب العالمية الثانية القدامى والذين أصيبوا بمشاكل في الحبل الشوكي. وقد سميت دورة الألعاب العالمية لأصحاب الكراسي المتحركة. كان هدف د. هوتمان إنشاء مسابقات رياضية فريدة للأشخاص ذوي الإعاقات لتكون مساوية للألعاب الأولمبية. أقيمت دورة الألعاب هذه مرة أخرى وفي نفس المكان في عام 1952 وشارك فيها محاربي هولندا أيضًا بجانب البريطانيين صانعين بذلك أول بطولة عالمية من نوعها
. وقد عُرفت هذه البطولات الأولى بدورة ألعاب ستوك مانديفيل والتي اعتبرت أصل دورة الألعاب البارالمبية.

### المعالم
ضمت الألعاب البارالمبية العديدة من المعالم البارزة. أقيمت أول دورة ألعاب بارالمبية رسمية، متاحة للجميع ليس لمصابي الحروب فقط، في روما عام 1960. شارك فيها 400 رياضي من 23 دولة. ومنذ عام 1960، أصبحت دورة الألعاب البارالمبية تعقد في نفس السنة مع دورة الألعاب الأولمبية.
في البداية كان الألعاب البارلمبية متاحة فقط لمستخدمي الكراسي المتحركة، لكن بحلول دورة الألعاب البارالمبية الصيفية لعام 1976، تمكن الرياضيون بمختلف الإعاقات المشاركة لأول مرة. ومع إضافة المزيد من فئات الإعاقة للبارالمبياد الصيفية 1976، توسعت المشاركة لتضم 1600 رياضي من 40 دولة.
وقد كانت دورة الألعاب البارالمبية الصيفية لعام 1988 في سول، كوريا الجنوبية، نقطة تحول أخرى. فقد أقيمت في نفس المدينة وباستخدام نفس الوسائل والتسهيلات الخاصة بدورة الألعاب الأولمبية الصيفية، تبع ذلك دورات 1992 و1996 و2000. بعد ذلك كانت دورة الألعاب البارالمبية الشتوية 1992 هي الأولى في الدورات البارالمبية الشتوية التي تستخدم نفس وسائل وتسهيلات دورة الألعاب الأولمبية الشتوية.
وقد تم الإتفاق في نهاية المطاف بين اللجنة البارالمبية الدولية واللجنة الأولمبية الدولية في 2001 وتم مدّها مؤخرًا حتى عام 2020.

### الألعاب الشتوية
أقيمت أول دورة ألعاب بارالمبية شتوية عام 1976 في أورنشولدسفيك، السويد. وقد كانت أول بطولة بارالمبية استطاع بها رياضيون بمختلف الإعاقات المشاركة بعد أن كانت مقتصرة على مستعملي الكراسي المتحركة في البداية.
كانت الألعاب البارالمبية الشتوية تقام كل أربع سنين في نفس السنة التي تعقد بها نظيرتها الصيفية، نفس شأن الأولمبياد حينها.
وظل الحال كذلك حتى ألعاب 1992 في ألبيرفيل، فرنسا، بعد ذلك ومع بداية ألعاب 1994 الشتوية، أصبحت البارالمبياد الشتوية والأولمبياد الشتوية تقامان معًا في السنوات ذات الأرقام الزوجية التي تفصل بين الألعاب الصيفية.

### الألعاب مؤخرًا
كان الهدف من الألعاب البارالمبية هو التركيز على إنجازات الرياضيين وليس إعاقتهم. تطور ذلك تدريجًا بصورة كبيرة منذ بدايتها، فعلى سبيل المثال، أعداد الرياضيين المشاركين في الألعاب الصيفية تضاعف من 400 رياضي في ألعاب روما 1960 إلى 3900 رياضي من 146 دولة في بيكين عام 2008. أصبحت كلا الألعاب البارالمبية الصيفية والشتوية معترفًا بهما دوليًا. لم تعد تقتصر البارالمبياد على مصابي الحرب البريطانيين أو أصحاب الكراسي المتحركة فقط، بل توسعت لتشمل أصحاب الإعاقات المتنوعة من جميع أنحاء العالم. البارالمبياد تعطي الفرصة لذوي الاحتياجات الخاصة ليداووا إصاباتهم ويشاركوا في اللعبة.
الرياضيين المعاقين وسعت فرص متكافئة للتنافس في دورة الألعاب الأولمبية. تم تعيين سابقة من Fairhall نيرولي، وهو آرتشر المعاقين من نيوزيلندا، الذي شارك في الألعاب الأولمبية الصيفية 1984 في لوس أنجلوس.

## الاسم والشعار

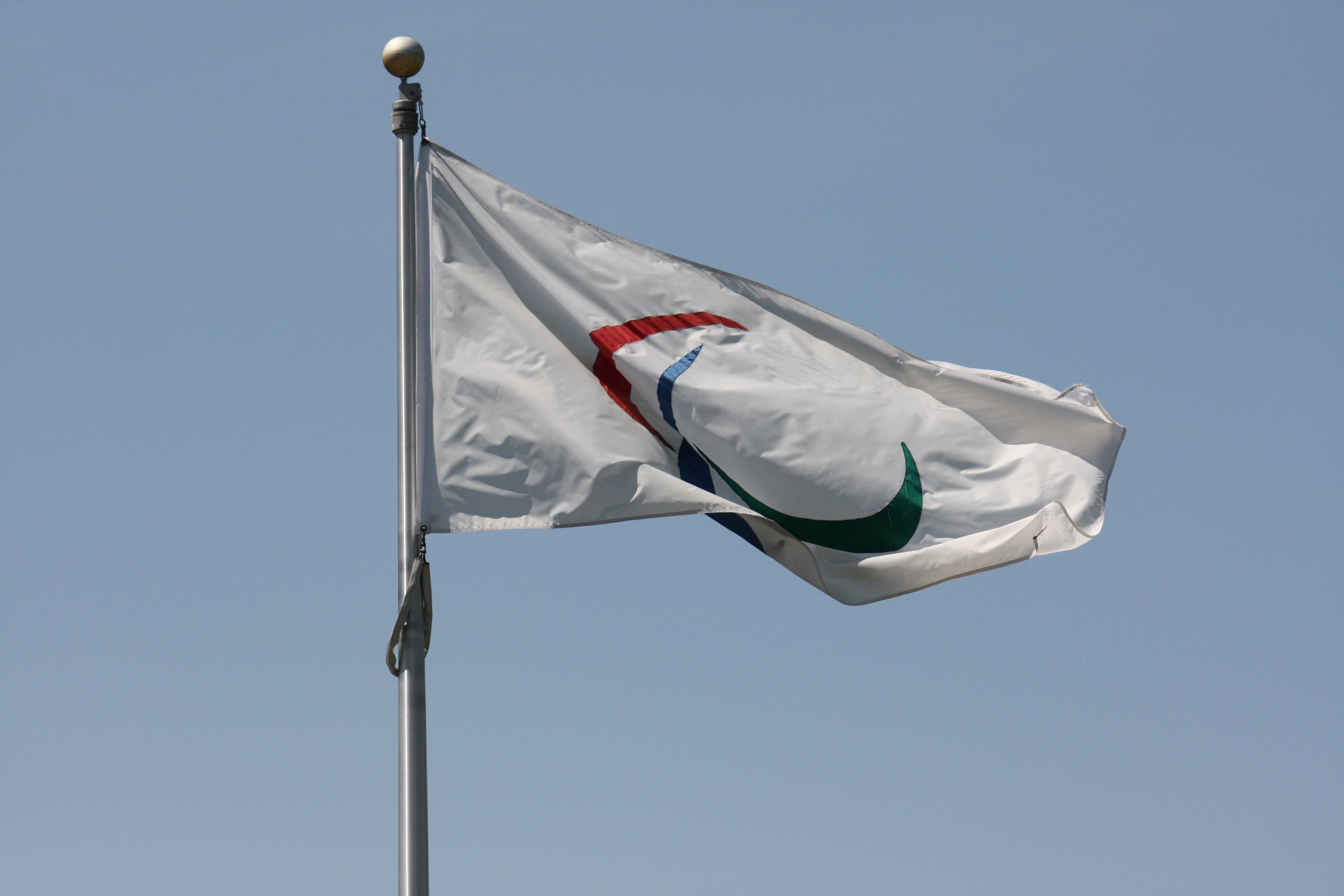
علم البارالمبياد

على الرغم من أن الاسم قد اشتق من كلمتين؛ كلمة "paraplegic" وتعني مشلول (نتيجة أن البطولة بدأت مخصصة لمن لديهم نخاع شوكي متضرر) وكلمة "Olympic". لكن بقيت تصنيفات رأت أن الاسم ليس له معنى بعد انضمامهم.
التعريف الرسمي الحالي للاسم أنه مشتق من حرف الجر اليوناني παρά, pará والذي يعني «بجانب»، وبالتالي فإن الاسم بمعناه الحالي هو بطولة بجانب الأولمبياد. وقد كانت الألعاب الصيفية في سيول، كوريا هي المرة الأولى التي يعتمد فيها مسمى «بارالمبياد» رسميًا.
«الروح في الحركة» هو شعار البارالمبياد. ويتضمن رمز البارالمبياد ثلاثة ألوان؛ الأحمر، الأزرق والأخضر، وهي أكثر الألوان تكرارًا في أعلام الدول. وجميع الألوان مرسومة على شكل "Agito" والذي هو حرف لاتيني يعني «أنا أتحرك»، وهو الاسم الذي أعطي لشكل الهلال الغير متماثل الذي صمم خصيصًا للبارالمبياد.
الشعار والرمز تم تغييرهم عام 2003 ليصبحوا كما هم الآن، وكان القصد من ذلك الشعار هو إيصال فكرة أن البارالمبيون لديهم روح المناسبة وأن اللجنة البارالمبية الدولية هي منظمة تدرك طموحها وتسعى جاهدة لتحقيقها. ورؤية اللجنة هي تمكين الرياضيون البارالمبيون من تحقيق التفوق الرياضي وإلهام وتحفيز العالم.
نشيد البارالمبياد هو "Hymn de l'Avenir" أو «نشيد المستقبل» والذي أؤلف بواسطة تييري دارنيس واعتمد كنشيد رسمي في مارس 1996.

## التمويل
لطالما كان هناك نقد بسبب عدم تساوي التمويل المقدم للرياضيين البارالمبيين مقارنة بالرياضيين الأولمبيين. مثالًا على ذلك كانت الدعوة القضائية المقدمة من الرياضيين البارالمبيين: توني إنيجويز، سكوت هولونبيك، جيكوب هيلفيل من الولايات المتحدة في عام 2003. زعموا في دعواهم أن اللجنة الأولمبية الأمريكية، والتي تضمن أيضًا اللجنة البارالمبية الأمريكية، كانت تبخس في تمويل الرياضيين البارالمبيين. واستشهد إنجويز بتوفير اللجنة الأولمبية الأمريكية دعم طبيب لنسبة ضئيلة من البارالامبيين، كذلك
تقديم رواتب تدريب بسيطة ومكافئات مالية صغيرة للفائزين بالميداليات في البارالمبياد. رأي البارالمبيون الأمريكيون ذلك على أنه عيب كبير يواجههم إذا ما قورنوا بما تقدمه كندا وبريطانيا لنظرائهم من البارالمبيين هناك والذين يعاملون تقريبًا بالتساوي مع الأولمبيين. لم تنكر اللجنة الأمريكية ذلك ولكنها بررته بأنها لا تتلقى أية دعم مالي من الحكومة. وكنتيجة لذلك توجب عليها الاعتماد على الإيرادات الإعلامية للرياضيين. انتشرت القضية حتى وصلت لالمحكمة العليا للولايات المتحدة، وفي 6 سبتمبر 2008 أعلنت المحكمة أنها لن تستمع لأية طعون أو استئنافات. وعلى الرغم من ذلك، وخلال الدعوى القضائية (2003 إلى 2008)، تضاعف التمويل المقدم من اللجنة الأولمبية الأمريكية حتى وصل إلى 11.4 مليون دولار عام 2008 مقارنة ب3 مليون دولار عام 2004.
مؤخرًا أصبحت البارالمبياد تدعم بواسطة كبار الرُعاة مثلها مثل الأولمبياد. وعلى عكس الأولمبياد التي تمنع فيها الملاعب من أن تحتوي على شعارات الرعاة، البارالمبياد تسمح بعرض الشعارات في الملاعب وعلى ملابس اللاعبين.

## المدن المستضيفة
| العام | الألعاب البارالمبية الصيفية | الألعاب البارالمبية الصيفية | الألعاب البارالمبية الصيفية | الألعاب البارالمبية الشتوية | الألعاب البارالمبية الشتوية | الألعاب البارالمبية الشتوية |
| العام | النسخة                      | المدينة المضيفة             | أفضل دولة                   | النسخة                      | المدينة المضيفة             | أفضل دولة                   |
| ----- | --------------------------- | --------------------------- | --------------------------- | --------------------------- | --------------------------- | --------------------------- |
| 1960  | 1                           | روما                        | إيطاليا                     |                             |                             |                             |
| 1964  | 2                           | طوكيو                       | الولايات المتحدة            |                             |                             |                             |
| 1968  | 3                           | تل أبيب                     | الولايات المتحدة            |                             |                             |                             |
| 1972  | 4                           | هايدلبرغ                    | ألمانيا الغربية             |                             |                             |                             |
| 1976  | 5                           | تورونتو                     | الولايات المتحدة            | 1                           | أورنشولدسفيك                | ألمانيا الغربية             |
| 1980  | 6                           | آرنم                        | الولايات المتحدة            | 2                           | جيلو [الإنجليزية]           | النرويج                     |
| 1984  | 7                           | نيويورك ستك مندويل          | الولايات المتحدة            | 3                           | إنسبروك                     | النمسا                      |
| 1988  | 8                           | سول                         | الولايات المتحدة            | 4                           | إنسبروك                     | النرويج                     |
| 1992  | 9                           | برشلونة & مدريد             | الولايات المتحدة            | 5                           | تين وألبيرفيل               | الولايات المتحدة            |
| 1994  |                             |                             |                             | 6                           | ليلهامر                     | النرويج                     |
| 1996  | 10                          | أتلانتا                     | الولايات المتحدة            |                             |                             |                             |
| 1998  |                             |                             |                             | 7                           | ناغانو                      | النرويج                     |
| 2000  | 11                          | سيدني                       | أستراليا                    |                             |                             |                             |
| 2002  |                             |                             |                             | 8                           | سولت ليك (مدينة)            | ألمانيا                     |
| 2004  | 12                          | أثينا                       | الصين                       |                             |                             |                             |
| 2006  |                             |                             |                             | 9                           | تورينو                      | روسيا                       |
| 2008  | 13                          | بكين                        | الصين                       |                             |                             |                             |
| 2010  |                             |                             |                             | 10                          | فانكوفر-ويسلر               | ألمانيا                     |
| 2012  | 14                          | لندن                        | الصين                       |                             |                             |                             |
| 2014  |                             |                             |                             | 11                          | سوتشي                       | روسيا                       |
| 2016  | 15                          | ريو دي جانيرو               | الصين                       |                             |                             |                             |
| 2018  |                             |                             |                             | 12                          | بيونغتشانغ                  | الولايات المتحدة            |
| 2020  | 16                          | طوكيو[a]                    | الصين                       |                             |                             |                             |
| 2022  |                             |                             |                             | 13                          | بكين                        | الصين                       |
| 2024  | 17                          | باريس                       | الصين                       |                             |                             |                             |
| 2026  |                             |                             |                             | 14                          | ميلانو-كورتينا              |                             |
| 2028  | 18                          | لوس أنجلوس                  |                             |                             |                             |                             |
| 2030  |                             |                             |                             | 15                          | نيس-جبال الألب الفرنسية     |                             |
| 2032  | 19                          | بريزبان                     |                             |                             |                             |                             |
| 2034  |                             |                             |                             | 16                          | سولت ليك (مدينة)            |                             |

a  أجلت إلى 2021، بسبب جائحة فيروس كورونا، وهي المرة الأولى التي تؤجل فيها الألعاب البارلمبية. كما بقيت تسمى الألعاب البارالمبية الصيفية 2020، حتى مع تغيير الجدول الزمني إلى سنة واحدة لاحقا. حيث عقدت الألعاب في الفترة من 24 أغسطس إلى 5 سبتمبر 2021.